# Дідух Віктор Ігорович
Ві́ктор І́горович Дідух (нар. 23 січня 1987, с. Андріївка, Золочівський район, Львівська область) — український спортсмен з настільного тенісу. Чемпіон Паралімпійських ігор 2016 року у командних змаганнях. Майстер спорту України міжнародного класу. Заслужений тренер України. Заслужений майстер спорту України. Повний кавалер ордена «За мужність».
Займається настільним тенісом у Львівському регіональному центрі з фізичної культури і спорту інвалідів «Інваспорт».
Чемпіон Європи 2015 року. Багаторазовий чемпіон міжнародних турнірів 2016 року. Засновник ГО «Центр настільного тенісу».

## Державні нагороди
- Орден «За мужність» III ступеня (4 жовтня 2016) — за досягнення високих спортивних результатів на XV літніх Паралімпійських іграх 2016 року в місті Ріо-де-Жанейро (Федеративна Республіка Бразилія), виявлені мужність, самовідданість та волю до перемоги, утвердження міжнародного авторитету України[4]
- Орден «За мужність» II ступеня (16 вересня 2021 року) — за значний особистий внесок у розвиток паралімпійського руху, досягнення високих спортивних результатів на XVI літніх Паралімпійських іграх у місті Токіо (Японія), виявлені самовідданість та волю до перемоги, утвердження міжнародного авторитету України[5]
- Орден «За мужність» I ступеня (18 вересня 2024 року) — за досягнення високих спортивних результатів на XVII літніх Паралімпійських іграх у місті Парижі (Французька Республіка), виявлені самовідданість та волю до перемоги, утвердження міжнародного авторитету України[6]